# Просекское сельское поселение
Про́секское се́льское поселе́ние — муниципальное образование в Антроповском районе Костромской области.
Административный центр — деревня Просек.

## История
Просекское сельское поселение образовано 30 декабря 2004 года в соответствии с Законом Костромской области № 237-ЗКО, установлены статус и границы муниципального образования.

## Население
| 2008 | 2010 | 2012 | 2013 | 2014 | 2015 | 2016 |
| ---- | ---- | ---- | ---- | ---- | ---- | ---- |
| 420  | ↘332 | ↘309 | ↘299 | ↘295 | ↘282 | ↘277 |
| 2017 | 2018 | 2019 | 2020 | 2021 |      |      |
| ↘267 | ↘258 | ↘252 | ↘247 | ↗262 |      |      |

## Состав сельского поселения
| №  | Населённый пункт | Тип населённого пункта          | Население |
| -- | ---------------- | ------------------------------- | --------- |
| 1  | Бушнево          | село                            | ↘2        |
| 2  | Волково          | деревня                         | ↗1        |
| 3  | Гусево           | деревня                         | ↗1        |
| 4  | Демино           | деревня                         | ↘0        |
| 5  | Ермолино         | деревня                         | →0        |
| 6  | Красник-Эльский  | деревня                         | ↘2        |
| 7  | Першино          | деревня                         | ↗1        |
| 8  | Половецкое       | деревня                         | ↗9        |
| 9  | Просек           | деревня, административный центр | ↗346      |
| 10 | Терёшино         | деревня                         | ↗3        |
| 11 | Филино-Погарь    | деревня                         | ↘0        |
| 12 | Цибаково         | деревня                         | ↘6        |
| 13 | Чашково          | деревня                         | ↘5        |
| 14 | Шарапово         | деревня                         | ↗9        |

### Упразднённые населённые пункты
- в 2024 году — д.  Ботвино, Бурдаково, Зикеево, Зимнево, Нестерово, Якунино[15].
- в 2025 году — д.  Извал, Спирдово, Шувакино[16]